# Keep Calm and Carry On

Cartaz "Keep Calm and Carry On", de (1939)

Keep Calm and Carry On ("Tenha calma e siga em frente", em tradução livre) é um cartaz motivacional, de criador desconhecido, produzido pelo Governo do Reino Unido em 1939 durante o início da Segunda Guerra Mundial para ser usado somente se os alemães conseguissem invadir a Inglaterra. O cartaz foi distribuído apenas em número limitado, portanto não ficou muito conhecido na época. Em 2000, um exemplar deste cartaz foi redescoberto na Barter Books, um sebo na cidade de Alnwick, na Inglaterra. A criação agora está em domínio público na Inglaterra e tem sido reproduzida por várias empresas e utilizada como tema decorativo para diferentes produtos. Havia apenas dois exemplares originais fora dos arquivos do governo, até que uma coleção de 20 originais foi levada ao programa de televisão Antiques Roadshow em 2012, pela filha de um ex-membro da Royal Observers Corps, uma organização de defesa civil da Grã-Bretanha. O criador do cartaz não é conhecido até hoje. No Brasil a frase é registrada e sua utilização depende de autorização.

## História
O cartaz foi inicialmente produzido pelo Ministério da Informação, em 1939, durante o início da segunda guerra mundial. Foi destinado a ser distribuído de forma a reforçar o moral, em caso de um desastre na guerra. Mais de dois milhões e meio de exemplares foram impressos, embora tenha sido distribuído apenas em número limitado.
O cartaz foi o terceiro de uma série de três. Os dois primeiros da série que traziam os dizeres "Your Courage, Your Cheerfulness, Your Resolution Will Bring Us Victory" ("Sua coragem, sua alegria, sua determinação nos trarão vitória", em tradução livre), com 800.000 impressões, e "Freedom is in Peril, defend it with all your might" ("A liberdade está em perigo, defenda-a com toda sua força", em tradução livre), com 400.000 cópias, foram emitidos e utilizados em todo o país para fins de motivação, já que o Ministério da Informação imaginou que as primeiras semanas da guerra seriam desmoralizantes para a população. O planejamento começou em abril de 1939. Em junho os designs foram montados, e em agosto de 1939 eles já estavam a caminho para a impressão, para ser colocados dentro de 24 horas antes do início da guerra. Os cartazes foram concebidos para ter um padrão uniforme, tendo um design associado ao Ministério da Informação, com uma tipografia única e reconhecível, como uma mensagem do rei ao seu povo. O ícone de uma coroa foi escolhido para ficar no topo do cartaz, ao invés de uma fotografia. Os slogans foram criados por funcionários públicos, sendo  Waterfield criador do "Your Courage", como um "Grito de guerra que trará o melhor de nós e nos colocarão em um estado mental ofensivo de imediato". Estes cartazes foram pensados como "uma declaração de dever para o cidadão", desprovidos de imagem, para serem acompanhados por designs mais coloquiais. O  "Your Courage" foi muito mais famoso durante a guerra e foi o primeiro a ser feito e distribuído. A imprensa, com medo da censura, se resguardou, e por este motivo muito do material relativo a estes textos foram mantidos em arquivos...